# Yoshio Nishina
Yoshio Nishina (jap. 仁科 芳雄 Nishina Yoshio; ur. 6 grudnia 1890 w Satoshō, w prefekturze Okayama, zm. 10 stycznia 1951 w Tokio) – japoński fizyk.

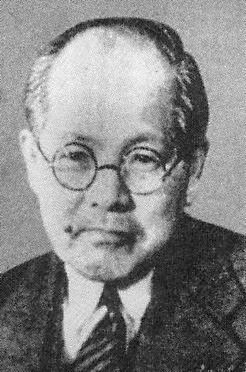
Yoshio Nishina

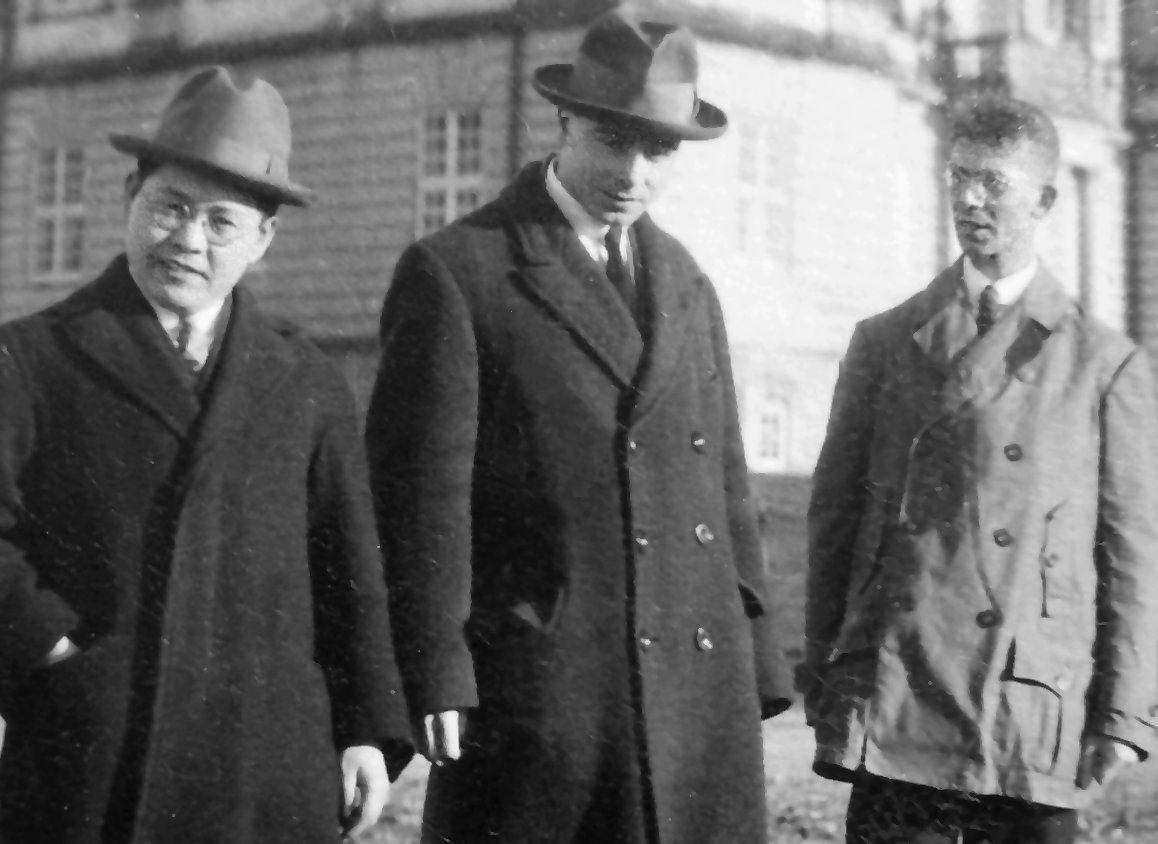
Yoshio Nishina, Llewellyn Thomas i Friedrich Hund, Kopenhaga 1926

Współtwórca nowoczesnej fizyki w Japonii. Zajmował się badaniami w dziedzinie fizyki jądrowej i atomowej, a także promieniowania kosmicznego. Wraz z fizykiem Oskarem Kleinem wyprowadził wzór na przekrój czynny na rozpraszanie fotonów na swobodnych elektronach, znanego jako wzór Kleina-Nishiny. Kierował budową pierwszego japońskiego cyklotronu.
Nishina pełnił kluczową rolę w rozwoju japońskiego programu budowy broni atomowej w czasie II wojny światowej.
Otrzymał Nagrodę Asahi za 1944 rok.